# 259e régiment d'artillerie
Le 259e régiment d'artillerie de campagne (ou 259e RAC) est un régiment d'artillerie de l'armée française qui se distingua lors de la Première Guerre mondiale.

## Historique des campagnes, batailles et garnisons du259eRAC

### 1917
- - Bataille de la Malmaison

### 1918
- - Parly, Soissons, Ambleny,
  - Seconde bataille de la Marne (Aubérive, St-Hilaire)
  - Offensive Meuse-Argonne (bataille de Somme-Py)